# Jean-Martin Charcot
Jean-Martin Charcot (París, 29 de novembre de 1825 - Montsauche-les-Settons, 16 d'agost de 1893) va ser un neuròleg francès, professor d'anatomia patològica, titular de la càtedra de malalties del sistema nerviós, membre de l'Académie de médecine (1873) i de l'Académie des Sciences (1883).
Se'l considera, juntament amb Guillaume Duchenne, pare de la neurologia moderna i un dels més grans metges francesos de la història de la medicina.
A partir de 1862 va prestar els serveis a l'Hospital de la Salpêtrière de París, hospital que es va fer famós per les investigacions sobre la histèria. Les classes dels dimarts atreien una concurrència tan nodrida com selecta, i s'incloïen entre els assistents celebritats com Gilles de la Tourette, Sigmund Freud, Axel Munthe, Jean Leguirec, i d'altres. Fou un dels iniciadors de la psicopatologia. El treball de Charcot va fer pensar a Sigmund Freud en la possibilitat de l'existència de mecanismes inconscients que regulen la nostra vida i que més endavant desenvolupà a la seva teoria de la psicoanàlisi.
Charcot va demostrar que la hipnosi podia induir els símptomes de la histèria (paràlisi) en subjectes normals i que podia alleugerir els símptomes dels pacients histèrics per suggestió hipnòtica. El 1882 va crear una càtedra de clínica de les malalties nervioses (la primera càtedra de neurologia) a la Salpêtrière, i centrà els seus estudis en la histèria, l'epilèpsia i altres trastorns neurològics.
Va descobrir nombroses malalties i síndromes neurològiques com l'esclerosi lateral amiotròfica (ELA), que va diferenciar de l'atròfia muscular de Duchenne-Aran, la neuropatia de Charcot-Marie-Tooth, l'esclerosi múltiple i altres neuropaties. També és conegut per la síndrome de Charcot (artropaties del genoll, maluc i altres articulacions). El peu de Charcot és un quadre que s'observa amb relativa freqüència en els diabètics, semblant a una cel·lulitis.
Al nostre país va tenir com a deixeble el psiquiatre sabadellenc Francesc de Paula Xercavins i Rius.

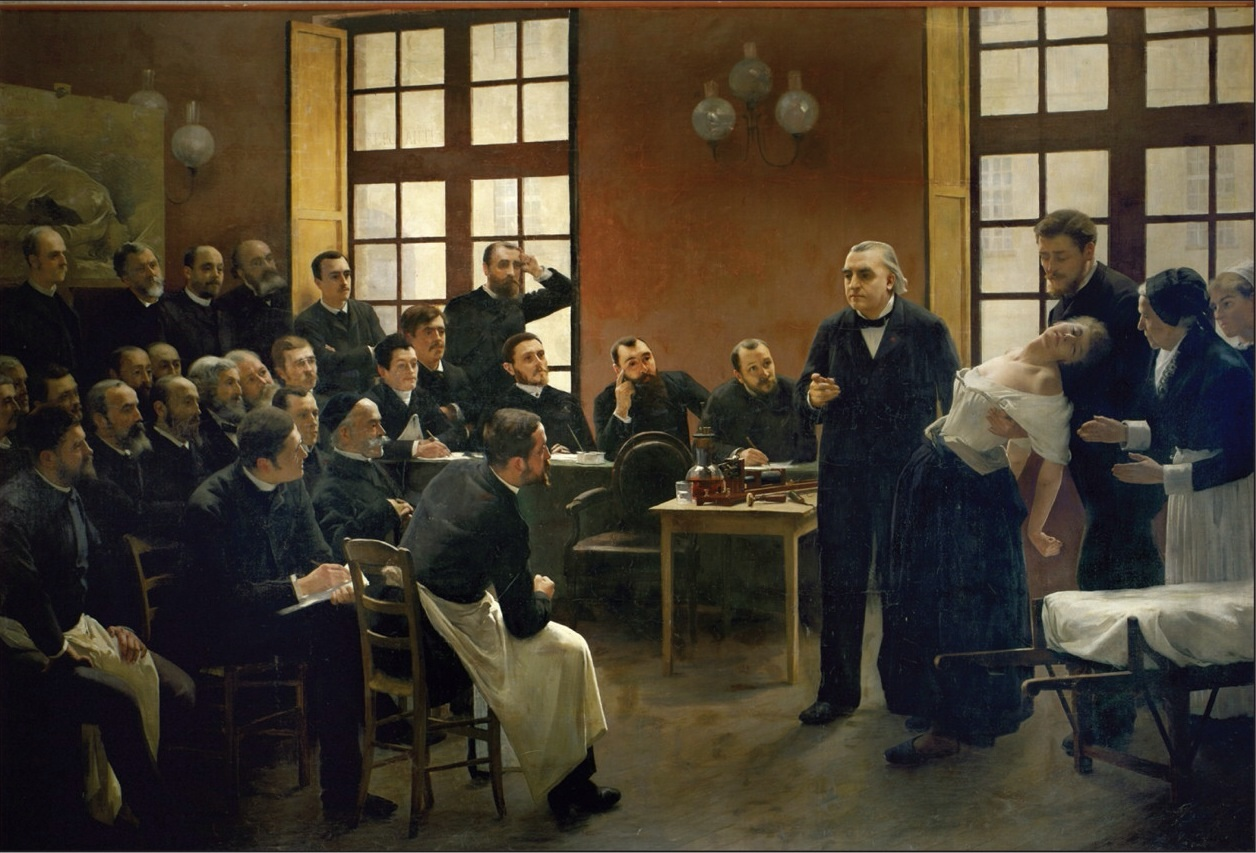
Professor Charcot mostrant als seus estudiants una dona histèrica en estat de xoc.

## Obres escrites
- Leçons cliniques sur les maladies des veillards et les maladies chroniques (1867)
- Leçons sur les maladies du foie, des voies biliaires et des reins (1877)
- Leçons sur les maladies du système nerveux (1872-1887)